# Пунтаренас (провинция)
Пунтаре́нас (исп. Puntarenas) — одна из 7 провинций Коста-Рики.

## География
Находится в западной части страны. Граничит с провинциями Гуанакасте и Алахуэлой на севере, Сан-Хосе и Лимоном на востоке и государством Панама на юге. На западе выходит к берегам Тихого океана. Административный центр — город Пунтаренас.
Площадь — 11 277 км². Население — 410 929 чел. (2011).
Является самой большой по площади провинцией, покрывая большую часть тихоокеанского побережья страны. Также в провинцию входит остров Кокос, находящийся в Тихом океане, в 500 км от берега. Крупнейшая река — Тарколес.

## Кантоны
Провинция разделена на 11 кантонов:
1. Буэнос-Айрес
2. Гарабито
3. Гольфито
4. Кепос
5. Корредорес
6. Кото Брус
7. Монтес-де-Оро
8. Оса
9. Паррита
10. Пунтаренас
11. Эспарса

## Галерея

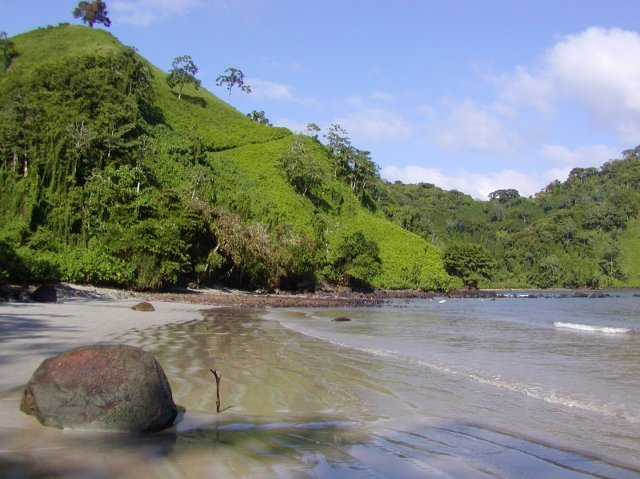
Остров Кокос
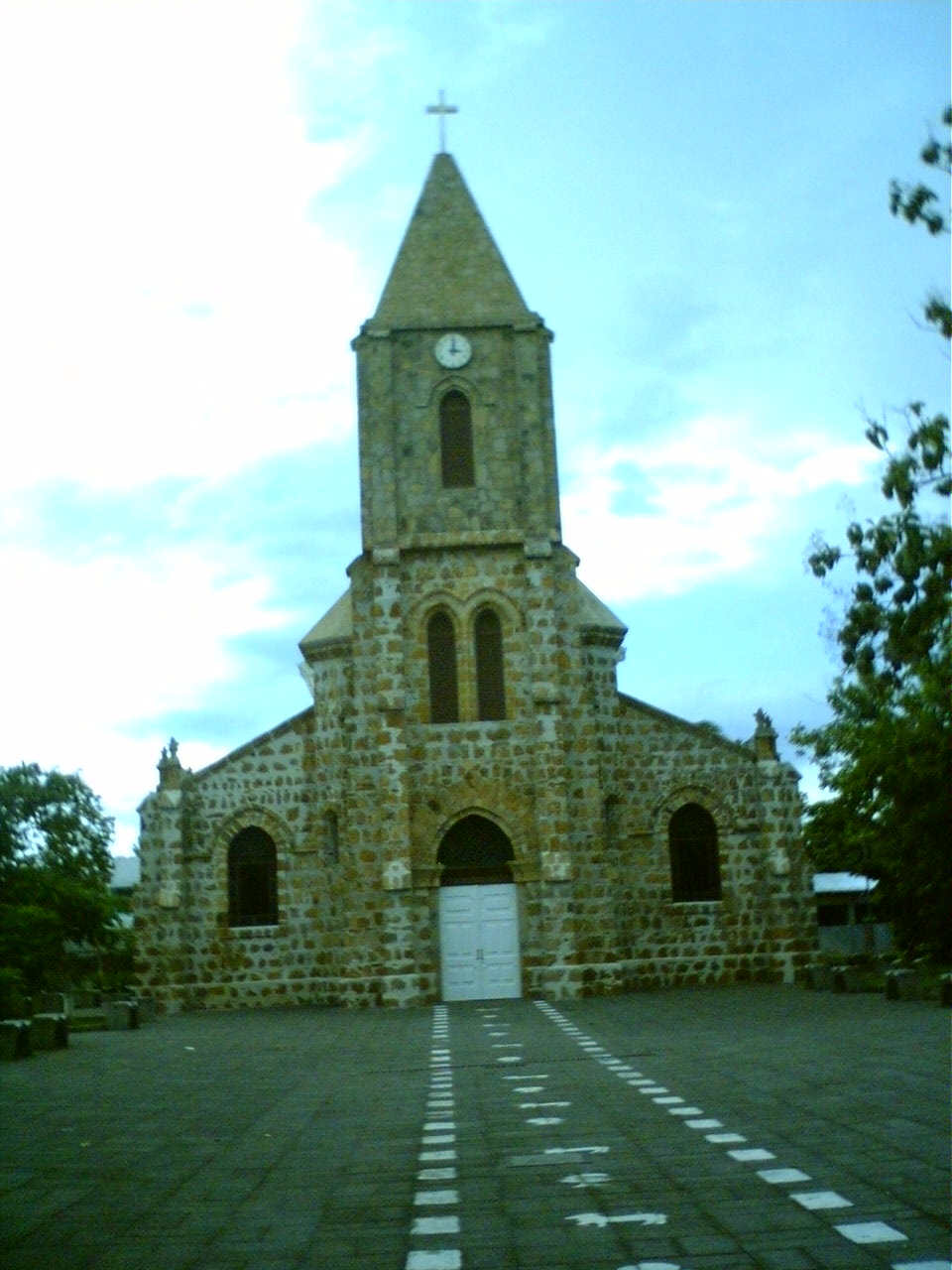
Кафедральный собор Пунтаренаса
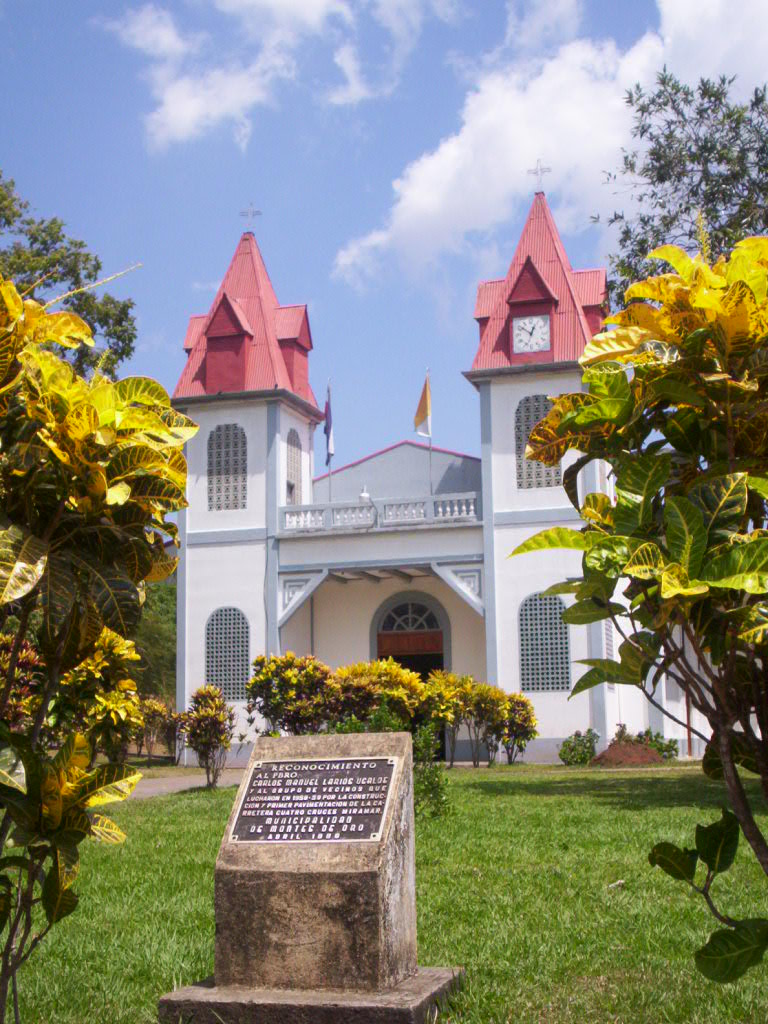
Церковь в Мирамаре, кантон Монтес-де-Оро